# زیاد الصحفی
زیاد الصحفی (انگلیسی: Ziyad Al-Sahafi؛ زادهٔ ۱۷ اکتبر ۱۹۹۴) یک ورزشکار اهل عربستان سعودی است.